# 3375 Емі
3375 Емі (1981 JY1, 1955 EE, 3375 Amy) — астероїд головного поясу, відкритий 5 травня 1981 року.
Тіссеранів параметр щодо Юпітера — 3,687.